# Euclides da Cunha (Bahia)
Euclides da Cunha – miasto i gmina w Brazylii, w stanie Bahia. Znajduje się w mezoregionie Nordeste Baiano i mikroregionie Euclides da Cunha.